# Konstandinos Konstandinu
Konstandinos Konstandinu (gr. Κωνσταντίνος Κωνσταντίνου; ur. 12 marca 1962) – cypryjski judoka, olimpijczyk.
Konstandinu wystartował w judo na igrzyskach olimpijskich w Moskwie (1980). Wystąpił w wadze półlekkiej (do 65 kg). W pierwszej rundzie (czyli 1/16 finału) doznał porażki z reprezentantem Madagaskaru, którym był Sylvain Rabary (odpadł tym samym z zawodów).